# Trần Hi (Hán)
Trần Hy (chữ Hán: 陈豨, ? – 195 TCN), người Uyển Cù, nhân vật quân sự cuối Tần đầu Hán, về sau phản Hán, thất bại bị giết.

## Tiểu sử
Trần Hy vốn là thị tòng của Hán Cao Tổ, không rõ từ khi nào và như thế nào . Mùa đông năm 200 TCN, Hán Cao Tổ thoát khỏi vòng vây của Mạo Đốn ở núi Bạch Đăng, trở về phong cho ông làm Liệt hầu, Cự Lộc thái thú , được mượn thân phận tướng quốc nước Triệu mà nắm quân đội ở biên thùy Triệu, Đại, cũng tức là quân đội ở biên thùy của nhà Hán . Khi ấy Hy đến từ biệt Hoài Âm hầu Hàn Tín, Tín nói với ông rằng: "Nơi ngài ở, là chỗ tinh binh thiên hạ đấy; còn ngài, được bệ hạ tin yêu vậy. Có người nói ngài phản, bệ hạ ắt không tin; nói lần nữa, bệ hạ bèn nghi ngờ; lần thứ ba, ắt giận mà tự làm tướng. Ta vì ngài làm nội ứng, thiên hạ có thể tính được." 
Trần Hy từng vờ nghỉ ngơi về nhà mà đi qua nước Triệu, tướng quốc của Triệu là Chu Xương thấy tân khách của ông dùng đến cả ngàn cỗ xe, lấy hết quán xá ở Hàm Đan. Còn Trần Hy đối với tân khách hay bình dân đều tiếp đãi trọng thị. Sau khi Trần Hy về nước Đại, Chu Xương xin vào triều, tâu lên việc ông có nhiều tân khách, ở ngoài nắm binh quyền đã mấy năm, chỉ sợ sinh biến. Hán Cao Tổ sai người tra xét những việc phạm pháp của bọn tân khách, liên lụy đến Hy không ít. Ông vô cùng sợ hãi, ngầm sai sứ liên hệ với bọn Vương Hoàng, Mạn Khâu Thần (bộ tướng của Hàn vương Tín). Tháng 7 năm 197 TCN, thái thượng hoàng mất, Cao Tổ triệu Trần Hy, ông xưng bệnh nặng. Tháng 9, Hy cùng bọn Vương Hoàng làm phản, tự xưng Đại vương, cướp bóc Triệu, Đại .
Mùa đông năm 196 TCN, tướng của Trần Hy là Hầu Sưởng, Vương Hoàng (lúc này Hàn vương Tín đã bị giết) bị quân Hán chém chết dưới thành Khúc Nghịch; Trương Xuân bại trận ở Liêu Thành, mất hơn vạn người. Thái Nguyên, Đại Quận bị Chu Bột chiếm lại, Đông Viên bị Lưu Bang đích thân đánh hạ. Trước đó, Lưu Bang đem ngàn vàng dụ dỗ thủ hạ của bọn Vương Hoàng, Mạn Khâu Thần, lực lượng này không hết lòng chiến đấu, đều bó tay chịu trói, khiến cho Trần Hy hoàn toàn thất bại .
Mùa đông năm 195 TCN, Trần Hy bị Lang trung Công Tôn Nhĩ dưới trướng Phàn Khoái giết chết ở Linh Khâu .

## Đánh giá
Tư Mã Thiên cho rằng trường hợp của Trần Hy là đáng thương. Ông là người nước Ngụy, hẳn là hâm mộ Tín Lăng quân. Sau khi nắm đại quyền, Trần Hy mời gọi tân khách, hậu đãi hiền sĩ, tiếng tăm vượt quá khả năng, thành ra tai họa ập xuống đầu. Chu Xương nghi ngờ ông, tuy là có lý, nhưng gặp bọn "gian tà tiểu nhân" góp lời, mới đến nỗi lâm vào cảnh ngộ làm kẻ đại nghịch bất đạo .